# 阿瓜斯莫纳斯
阿瓜斯莫纳斯是巴西圣卡塔琳娜州的一个市镇。总面积360.7平方公里，总人口5140人，人口密度14.3人/平方公里。